# Burcy (Calvados)
Burcy era una comuna francesa situada en el departamento de Calvados, de la región de Normandía, que el 1 de enero de 2016 pasó a ser una comuna delegada de la comuna nueva de Valdallière al fusionarse con las comunas de Bernières-le-Patry, Chênedollé, Estry, La Rocque, Le Désert, Le Theil-Bocage, Montchamp, Pierres, Presles, Rully, Saint-Charles-de-Percy, Vassy y Viessoix.

## Demografía
| Gráfica de evolución demográfica de Burcy (Calvados) entre 1800 y 2014 |
|                                                                        |

Los datos demográficos contemplados en este gráfico de la comuna de Burcy se han cogido de 1800 a 1999 de la página francesa EHESS/Cassini, y los demás datos de la página del INSEE.